# The Burning Plain - Il confine della solitudine
The Burning Plain - Il confine della solitudine (The Burning Plain) è un film del 2008 scritto e diretto da Guillermo Arriaga, al suo esordio alla regia.
Il film è stato presentato in concorso alla 65ª Mostra internazionale d'arte cinematografica di Venezia e distribuito in anteprima mondiale in Italia dal 7 novembre 2008.

## Trama
Sylvia è la responsabile di un ristorante di classe a Portland. Indipendente e competente nel suo lavoro, nasconde un intimo tormento e nella vita privata rifiuta ogni legame affettivo andando a letto ogni volta con un uomo diverso.
Santiago è un giovane del Nuovo Messico  rimasto orfano del padre in seguito al rogo di un caravan mentre quest’ultimo intratteneva una relazione adulterina.
Maria è una bambina che vive in Messico con il padre Santiago, un pilota di aerei leggeri che, mentre effettua un volo per la disinfestazione di una coltivazione, ha un incidente e viene ricoverato in gravi condizioni.
Gina, una madre di quattro figli, a causa di una mastectomia ha difficili rapporti con il marito e trova consolazione in una nuova relazione con Nick, padre di Santiago.
La relazione tra Nick e Gina viene scoperta da Mariana, la figlia maggiore di Gina che, accecata dalla rabbia e dalla gelosia, manomette la tubatura del gas sotto il caravan dove i due stanno amoreggiando e appicca il fuoco. Dopo i funerali, Santiago incomincia a frequentare Mariana e i due giovani si innamorano; la loro relazione viene scoperta dai superstiti delle rispettive famiglie che subito si mettono contro i ragazzi, ma questi trovano la forza di ribellarsi fuggendo in Messico per cominciare una vita insieme. Mariana rimane incinta di una bimba, ma lei non vorrebbe tenerla sentendosi indegna; così, dopo aver dato alla luce la figlia, Mariana abbandona Santiago e la neonata e cambia il suo nome in Sylvia.
Più di un decennio dopo, Santiago, ricoverato in ospedale a seguito dell’incidente, chiede a Carlos, suo amico e socio, di andare con Maria a cercare Mariana della quale ha scoperto la nuova identità. In un primo momento sia Sylvia sia Maria non hanno intenzione di conoscersi; poi Sylvia capisce gli errori commessi nel passato e, dopo essere riuscita a parlare con la bambina, questa non la respinge.
Sylvia va in ospedale dove c'è Santiago profondamente sedato perché in attesa di essere operato; al suo capezzale, confessa la sua colpa nel caso lui non dovesse mai più risvegliarsi. Poco più tardi, il medico annuncia che Santiago è fuori pericolo e Maria corre da lui seguita da Sylvia.

## Produzione
Alcune delle località del film sono: Depoe Bay, in Oregon, USA; sempre in Oregon a Portland e a Las Cruces, nel Nuovo Messico.

## Riconoscimenti
- 2008 - Festival di Venezia
  - Premio Marcello Mastroianni a Jennifer Lawrence
  - Nomination Leone d'oro a Guillermo Arriaga
- 2010 - Saturn Award
  - Nomination Miglior attrice protagonista a Charlize Theron
- 2010 - AARP Movies for Grownups Awards
  - Miglior attrice non protagonista a Kim Basinger
- 2010 - Imagen Foundation Awards
  - Nomination Miglior attrice non protagonista a Tessa Ia